# University of Texas at El Paso Women's Volleyball
La University of Texas at El Paso Women's Volleyball è la squadra pallavolo femminile appartenente alla University of Texas at El Paso, con sede a El Paso (Texas): milita nella Conference USA della NCAA Division I.

## Storia
Il programma di pallavolo femminile della University of Texas at El Paso viene fondato nel 1974. Dopo aver militano in AIAW Division I, giocando nella Intermountain Athletic Conference, si trasferisce in NCAA Division I: a parte una breve parentesi in cui si affilia alla Oil Country Athletic Conference, nei primi anni nella nuova lega gioca prevalentemente come programma indipendente. 
Dopo aver fatto parte della Western Athletic Conference, nel 2005 si trasferisce nella Conference USA e in seguito le Miners si spingono fino alla finale del National Invitational Volleyball Championship 2023.

## Record
| Piazzamento |   | Edizione            |
| ----------- | - | ------------------- |
| Tornei NCAA | 1 | Primo turno: 1 2024 |

## Conference
- Intermountain Athletic Conference: 1975-1981
- Oil Country Athletic Conference: 1983-1984
- Western Athletic Conference: 1991-2004
- Conference USA: 2005-

## Allenatori
- Kevin Sherlin: 1974
- Smitty Duke: 1975
- Norm Brandl: 1976-1998
- Revis Ward-Daggett: 1999-2001
- Scott Swanson: 2002-2005
- Ken Murphy: 2006-2012
- Holly Watts: 2013-2018
- Ben Wallis: 2019-